# کارویر
کارویر (انگلیسی: Carver) شرکت خودروسازی هلندی است، که در سال ۱۹۹۴ تأسیس شد.